# Ibn Hazm
'''Abū MuḥammadʿAlī ibn Aḥmad ibn Saʿīd ibn  Ḥazm''' (arabsko: أبو محمد علي بن احمد   بن سعيد بن حزم) 
  (krajše Ibn Hazm) včasih znan  tudi kot al-Andalusī aẓ-Ẓāhirī; 7. november 994 - 15. avgust 1064 (456 AH)
Bil je andaluzijski muslimanski polihistor, zgodovinar, muhadit (oseba, ki preučuje hadit), pravnik, filozof in teolog, rojen v kalifatu Kordoba v današnji Španiji ter eden najbolj strogih glavnih interpretatorjev harisa. Prav tako je bil eden izmed glavnih utemeljiteljev Zahirske šole mišljenja. Napisal naj bi okoli 400 del, od tega pa jih je preživelo le 40. Po besedah njegovega sina je napisal okoli 80 000 strani. Islamska enciklopedija ga navaja kot enega izmed glavnih mislecev Islamskega sveta

## Življenje
Ibn Ḥazm se je rodil v ugledni družini, ki je trdila, da izvira iz perzijske stranke Yazida sina Muʿāwiyaha, prvega vladarja dinastije Umajadov v Siriji. Muslimanske družine iberskega (španskega) porekla so običajno sprejemale genealogije, ki so jih povezovale z Arabci; zato so učenjaki navadno naklonjeni dokazom, ki kažejo, da je bil Ibn Ḥazm član družine iberskega krščanskega porekla iz Mante Līsham (zahodno od Seville). Ḥazm, njegov praded, se je verjetno spreobrnil v islamsko vero, njegov dedek Saʿīd pa se je preselil v Kordobo, glavno mesto kalifata. Njegov oče Aḥmad, pobožen in učen človek, je imel visok položaj pod al-Manṣurjem in njegovim naslednikom al-Muẓaffarjem, očetom in sinom, ki sta učinkovito vladala v imenu kalifa Hišama II. Življenje v krogu vladajoče hierarhije je Ibn Ḥazmu, navdušenemu in pozornemu študentu, omogočilo odlične možnosti za izobraževanje-bil je izvrstno izobražen v verskih znanostih in književnosti.
Ibn Hazmove okoliščine so se drastično spremenile po smrti al-Muẓaffarja leta 1008, ko se je stabilnost, ki so jo Umajadi zagotavljali več kot dve stoletji in pol, sesula. Sledila je krvava državljanska vojna, ki je trajala do leta 1031, ko je bil kalifat ukinjen in je veliko število majhnih držav nadomestilo vsakršno navidezno centralizirano politično strukturo. Družina je bila izrinjena, Aḥmad pa je umrl leta 1012; Ibn Ḥazm je še naprej pogumno in vztrajno podpiral umajadske pretendente na kalifovsko mesto, zaradi česar je bil pogosto zaprt.
Do leta 1031 je Ibn Ḥazm svoja prepričanja in aktivistična nagnjenja začel izražati z literarno dejavnostjo in s tem postal zelo kontroverzna osebnost. Z izjemo kratkega bivanja na otoku Majorka je domnevno večino časa preživel na družinskem posestvu v Mantovi Lišam. Po navedbah enega od njegovih sinov je napisal približno 80.000 strani, ki obsegajo približno 400 del. Manj kot 40 od teh del je še vedno ohranjenih.

## Nazori
Najprej je bil pripadnik Šafijcev, nato pa se je pridružil Zahirski šoli mišljenja. Tej je prinesel sistematsko logično strukturo. Nasprotoval je alegorični interpretaciji verskih tekstov ter podpiral interpretacijo Korana v dobesednem pomenu. Ustvaril je posebno slovnico, da je razjasnil vse drugače večpomenske dele verskih tekstov. Za razliko od Malikijajev je menil, da bi ljudje morali upoštevati le božje zakone in to v dobesednem pomenu. Prav tako je verjel, da bi ljudje svoj razum morali uporabljati za razumevanje fizičnih izkušenj, ne pa za iskanje višje resnice.
Prav tako je bil kritičen do Šiitov, o njih je dejal, da so Perzijci imeli veliko kraljestvo in premoč nad vsemi drugimi narodi. Nevarnost, ki so jo predstavljali (drugim narodom), so povečali tako, da so se imenovali al-Ahrār (svobodni) in al-Asyād (plemeniti). Posledično so imeli vse druge ljudi za svoje sužnje. Vendar pa jih je prizadelo uničenje njihovega imperija v rokah Arabcev, ki so jih imeli za manjšo nevarnost med drugimi narodi (njihovemu imperiju). Njihove zadeve so se zaostrile in njihove stiske so se podvojile, ko so večkrat načrtovali vojne proti islamu. Vendar pa je v vseh njihovih spletkah Alah pokazal Resnico. Nadaljevali so s snovanjem uporabnih podvigov. Tako so nekateri njihovi ljudje sprejeli islam samo zato, da bi se obrnili k šiizmu, s trditvijo, da ljubijo Ahl al-Bayt (prerokovo družino) in se zgražajo nad zatiranjem 'Alija. Nato so hodili po tej poti, dokler jih ni odpeljala stran od poti Vodstva [Islama].

## Dela
Pisal je o temah zgodovine, logike, filozofije, etike, primerjalne religije in teologije. Nobeno izmed njih še ni prevedeno v slovenščino, to pa so njegova najbolj znana:
- Al-ihkam fi usul al-ahkam (Sodba o principih Ahkama)
- Kitab al-muhalla (Knjiga ornamentov)
V teh dveh delih deli človekova dejanja na pet sodnih kategorij, to so nujna, priporočljiva, odsvetovana, prepovedana in zakonita. Zakonita so bila ta, ki niso spadala v nobeno izmed prejšnih treh.
-Fisal
V tem delu naredi kritičen povzetek različnih filozofij. Z uporabo in primerjanjem idej skeptikov, peripatetikov, brahmanv, zoroastriancev, judov in kristjanov je vzpostavil prevlado Islama, v njej pa je tudi napadel določene druge muslimanske filozofe in teologe.
-Tawq al-hamamah (Golobji prstan)
Ta knjiga govori o umetnosti ljubezni, ter o ljubimcih in njihovih čustvih.

### Dela v slovenščini
Nobeno od njegovih del ni prevedeno v slovenščino, je pa omenjen v več diplomskih nalogah. Tu so povezave do njih:
Adamič Zlodej, Karmen: Dejavniki in premagovanje stresa zaposlenih v organizaciji X: diplomsko delo. Dostopno na naslovu: https://plus.cobiss.si/cobiss/si/sl/bib/12554524
Gostiša, Maja: Stres na delovnem mestu v organizacijah : diplomsko delo visokošolskega strokovnega študija Organizacija in management kadrovskih in izobraževalnih procesov. Dostopno na naslovu: https://plus.cobiss.si/cobiss/si/sl/bib/7518739
Verbošt, Aleksandra: Judje v Španiji : diplomsko delo. Dostopno na naslovu: https://plus.cobiss.si/cobiss/si/sl/bib/20252680
Kešpret, Andreja: Stres na delovnem mestu v podjetju X : diplomsko delo visokošolskega strokovnega študija Organizacija in management kadrovskih in izobraževalnih procesov. Dostopno na naslovu: https://plus.cobiss.si/cobiss/si/sl/bib/7107347
Smrekar Bogiči, Irena: Identifikacija stresnih situacij v podjetju X : diplomsko delo visokošolskega strokovnega programa. Dostopno na naslovu: https://plus.cobiss.si/cobiss/si/sl/bib/6871059
Štromajer, Boštjan: Premagovanje stresa pri delu na primeru Zavarovalnice Maribor d.d. : diplomsko delo. Dostopno na naslovu: https://plus.cobiss.si/cobiss/si/sl/bib/10151452
Valič, Aleksander: Stres na delovnem mestu zavarovalnega zastopnika : diplomsko delo visokošolskega strokovnega študija. Dostopno na naslovu: https://plus.cobiss.si/cobiss/si/sl/bib/6489107
Uran, Danijela: Analiza dejavnikov, ki povzročajo stres pri zaposlenih v podjetju ZIP center, d.o.o. : magistrsko delo. Dostopno na naslovu: https://plus.cobiss.si/cobiss/si/sl/bib/11311900
Kadilnik, Tomaž: Vpliv stresa in preobremenjenosti poklicnih voznikov na varnost v cestnem prometu : diplomsko delo. Dostopno na naslovu: https://plus.cobiss.si/cobiss/si/sl/bib/1958890
Največ o njegovih delih v slovenščini piše v članku: Arabci in trubadurji, Pintarić Miha: Primerjalna književnost. - ISSN 0351-1189 (Letn. 23, št. 1, 2000, Str. 53-73), prav tako pa je o njem objavljen kratek članek na spletni strani Islam v Evropi z naslovom Ibn Hazm o zdravljenju duš, dostopen na naslovu:https://islamvevropi.wordpress.com/2011/12/12/ibn-hazm-o-zdravljenju-dus/